# Белокаменка (Бескарагайский район)
Белокаменка (каз. Белокаменка) — село в Бескарагайском районе Абайской области Казахстана. Входит в состав Глуховского сельского округа. Находится примерно в 37 км к югу от районного центра, села Бескарагай. Код КАТО — 633637300.

## Население
В 1999 году население села составляло 427 человек (194 мужчины и 233 женщины). По данным переписи 2009 года, в селе проживало 310 человек (143 мужчины и 167 женщин).